# Nikola Tesla (feltaláló)

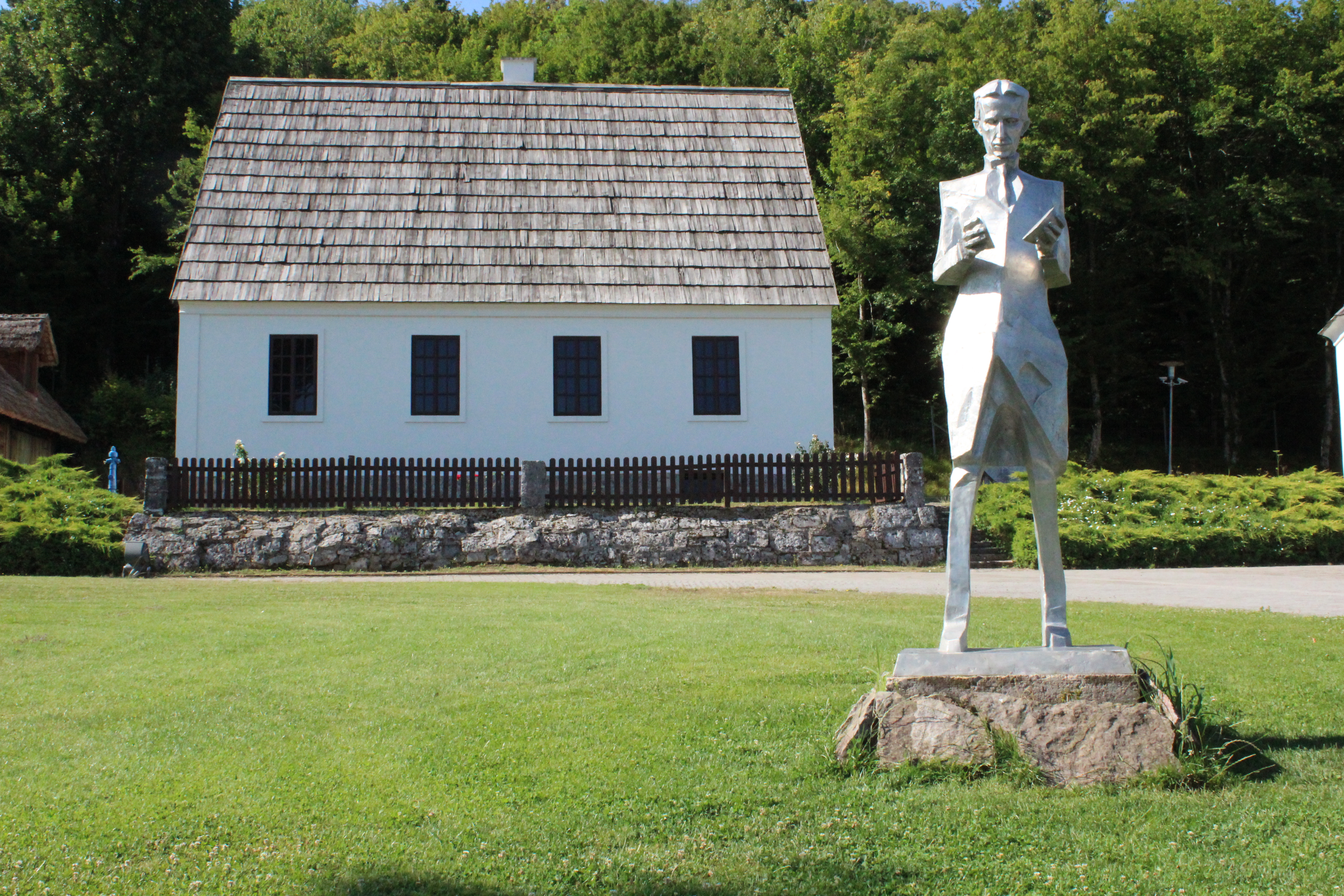
Tesla szobra és szülőháza Smiljanban

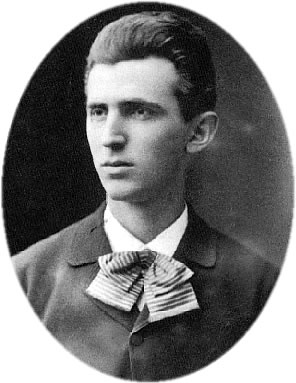
Tesla 23 évesen

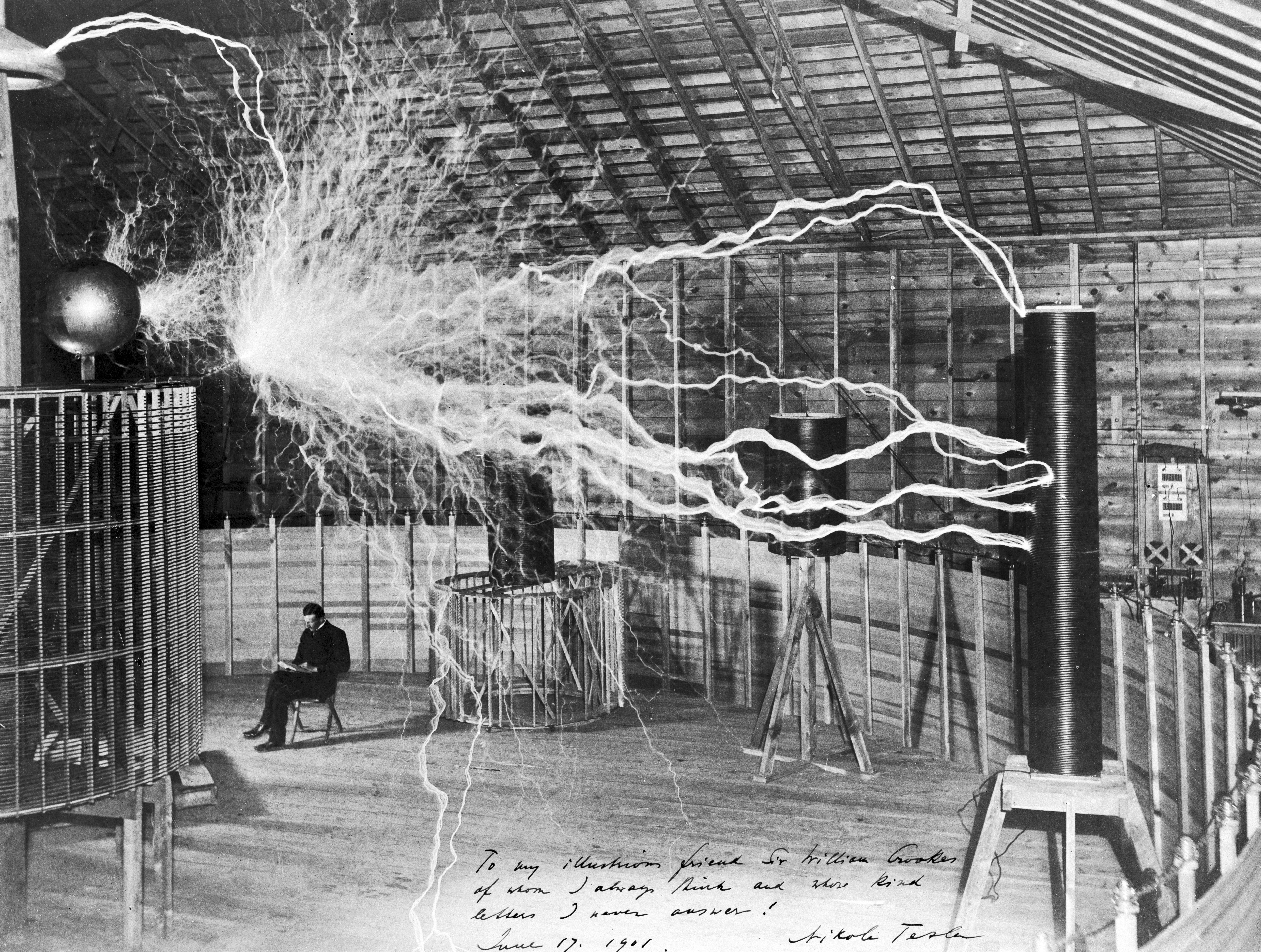
Tesla Colorado Springsben

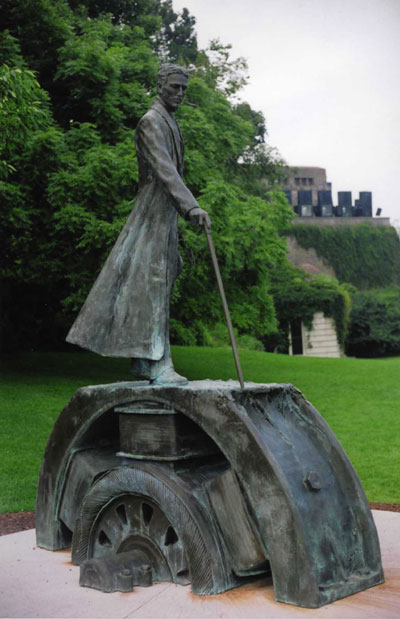
Tesla szobra a Niagara-vízesésnél

Nikola Tesla (szerbül: Никола Тесла) (Smiljan, 1856. július 10. –‎ New York, Hell’s Kitchen vagy New Yorker Hotel, 1943. január 7.) szerb-amerikai fizikus, feltaláló, villamosmérnök, gépészmérnök, filozófus. Életében 146 szabadalmat jegyeztek be a neve alatt (ebből 112-t az USA-ban). Róla nevezték el a mágneses indukció SI-mértékegységét (lásd: Tesla).
A világ egyik legjelentősebb és leghíresebb tudósa és feltalálója, tevékenységét elsősorban az elektromosság, mágnesség és gépészet területén fejtette ki. Több fontos elméleti és gyakorlati részecskefizikai és gravitációs kutatáson kívül a nevéhez kötődik a többfázisú villamos hálózat, a váltakozó áramú motor, az energia vezeték nélküli továbbítása, az energiatakarékos világítás, a távirányítás, a nagyfrekvenciás elektroterápiás készülékek, a napenergia-erőmű és más megújuló energiaforrással működő berendezések, valamint a rádió feltalálása is. A többfázisú váltóárammal üzemeltetett villamosmotort a tudomány Galileo Ferraris olasz fizikusprofesszorhoz köti az évekkel korábbi sikeres demonstrációi okán. A rádió feltalálása kapcsán elsőbbsége azonban szintén vitatható, hiszen Guglielmo Marconi már 1896-ban, tehát évekkel Tesla előtt szabadalmaztatta és demonstrálta a brit kormánynak, valamint a Királyi Természettudományos Társaságnak a rádiótávíró berendezését. Tesla munkássága jelentősen hozzájárult a második ipari forradalomhoz, és döntő mértékben meghatározza jelenkori gazdasági és társadalmi életünket.

## Életútja

### Életpályájának kezdete
1856. július 10-én Smiljanban született, a katonai határőrvidéken, a jelenleg Horvátországhoz tartozó Lika vidékén. Édesapja, Milutin Tesla európai műveltségű ortodox pap, édesanyja, Georgina (Đuka) Mandić szintén szerb lelkészi család sarja: egyik fivére, Petar a Tuzla-zvorniki Ortodox Egyházmegye metropolitája volt, míg másik testvére, Pavle (Paja) Mandić az Osztrák–Magyar Monarchia ezredeseként vonult nyugállományba. (Paja Mandić egyébként a pomázi Luppa szerb földbirtokos családba nősült, és az ifjú Tesla életében fontos szerepet játszott.)
Nikola Tesla tanulmányait a Gospić közeli Smiljanban kezdte, majd Károlyvárosban járt iskolába. Ezután 1875-ben az Osztrák Politechnikumban tanult Grazban. Grazi tanulmányai alatt foglalkozott a váltakozó árammal és a dinamóval. Nehéz anyagi körülményei miatt Nikola kénytelen volt megszakítani tanulmányait. 1878 novemberében az újvidéki Matica Srpskához (Szerb Irodalmi és Tudós Társaság) intézett egy levelet, amelyben anyagi támogatásért folyamodott, de sikertelenül. Ezután útja Mariborba és Prágába vezetett. Édesapja 1879-ben meghalt, így őt végül anyai nagybátyja, Paja Mandić segítette ki az anyagi gondokból, s összeköttetéseinek köszönhetően az ifjú Tesla Budapesten megismerkedhetett Puskás Tivadarral.
Képességeiről legendák keringtek, teljes könyveket képes volt fejből megtanulni, és kivételes vizuális memóriája volt. A Scientific American сímű folyóirat 1915. június 5-i számában megjelent visszaemlékezésében Jósika Miklós Abafiját gyerekkorának nagy élményeként említi. A regényt szerb fordításban olvasta „hét vagy nyolc évesen”.

### Magyarországon és Párizsban
1881-ben Pomázra költözött, hogy a Puskás Tivadar-féle American Telephone Company-nek dolgozhasson. Pomázi lakhatásáról anyai nagybátyja, Mandics Pál gondoskodott, aki a helyi földbirtokos család tagjának, Luppa Paulinának a férje volt. Szintén Mandics révén kapcsolódhatott be a telefonközpont munkájába.
A budapesti telefonközpont átadásán, 1881-ben Tesla lett a cég főmérnöke. Hamarosan feltalált egy telefonkihangosítót, ami tulajdonképpen nem más, mint az első hangszóró. Önéletrajzi írása szerint Tesla a pesti Városligetben barátjával, Szigeti Antallal sétálgatott, és Goethe Faustját eredetiben idézte. Tesla a porba egy bottal megrajzolta a váltakozó áramú motor működését, amelyen már öt éve gondolkozott. 1882-ben Párizsba költözött, hogy Puskás Tivadar ajánlásával a Continental Edison Company-nál dolgozhasson, elektromos készülékek javításán és fejlesztésén. 1883-ban a strassburgi kiküldetése alatt megépítette a Városligetben feltalált váltakozó áramú motorjának első kísérleti példányát, ebben forgó mágneses teret használt a motor meghajtásához (erre később 1888-ban kapott szabadalmat az USA-ban).
Azonban a tudományos világ az olasz fizikust, Galileo Ferraris professzort tartja a váltóáramú motorok atyjának, mivel előbb publikálta a koncepciót.
Ferraris professzor abban a hitben élt, hogy az új fejlesztések tudományos és szellemi értékei messze felülmúlják az anyagi értékeket, így szándékosan nem szabadalmaztatta találmányát. Újfajta indukciós motorjainak működését a kezdetektől (1885) fogva szabadon bemutatta minden érdeklődőnek a torinói egyetemi laboratóriumában .

### Amerikai élete
A fiatal Tesla „szervizmérnökként” bejárta Európát; mielőtt 1884-ben áthajózott volna Amerikába. Előtte a párizsi Edison Társaságnál volt alkalmazott; de az európai lehetőségei beszűkültek, ezért Amerikában, személyesen Edisonnal akart dolgozni.
Tesla Edison legszorgalmasabb munkatársa volt, de „nem ismerte az amerikai humort”, ami alatt azt kell érteni, hogy Edison az egyenáramú gépek fejlesztése után nem fizette ki Teslának a tréfából felajánlott ötvenezer dolláros munkadíjat. Tesla a pénzügyi viták miatt elhagyta Edisont, és váltakozó áramú rendszerének találmányi jogát eladta George Westinghouse-nak. Az úgynevezett „áramok harca” során a gyakorlatban is bebizonyosodott, hogy Tesla váltakozó áramú rendszerének és gépeinek használata előnyösebb az egyenáramúaknál. Ma már az egy-, illetve többfázisú váltakozó áramú elektromos rendszert és az indukciós motort az ipari és háztartási eszközökben világszerte alkalmazzák. Nem beszélve arról, hogy az egyenáramnál az áramfejlesztőnek a fogyasztó közelében kellett lennie a vezetéken kis feszültségen fellépő nagy veszteségek miatt. Végül az egyenáramot még a villamosszékben sem alkalmazták. Ezután Colorado Springsben saját laboratóriumában dolgozott tovább az elektromos energia és információ vezeték nélküli továbbításán.
Edison – nem ritkán – nemtelen propagandahadjáratot folytatott a váltakozó áram lejáratására, sikertelenül. Az egyenáram pártján álló feltaláló még attól sem riadt vissza, hogy a váltakozó áram életveszélyességét prezentálva kisebb-nagyobb állatokat pusztítson el nyilvános „kísérletek” során.
Tesla kísérletekre alapozott gravitációs elméletének (Dynamic Theory of Gravity) birtokában élesen kritizálta Einstein relativitáselméletét, annak is elsősorban a szerinte logikailag hibás alapfeltevéseit.

### Halála
Utolsó tíz évében elszegényedve élt. A manhattani New Yorker Hotel 33. emeletén, a 3327-es szobában galambok között lakott, őket tekintette egyedüli barátjának.
Tesla 1943. január 7-én, 86 éves korában a hotelszobájában halt meg egyedül. Holttestét Alice Monaghan szobalány találta meg, amikor – a Tesla által két nappal korábban az ajtajára kitett „Ne zavarjanak” táblát figyelmen kívül hagyva – bement a szobájába. Halálának oka koszorúér trombózis volt.

## Találmányai, kutatásai
- automatikus szabályozású ívfénylámpa;[30]
- egy- és többfázisú váltakozó áramú villamos hálózat;[31]
- többfázisú váltakozó áramú motor és generátor;[32][33]
- termomágneses motor;[34]
- piromágneses villamos generátor;[35]
- nagyfrekvenciás váltakozó áramú generátor (mechanikus);[36][37]
- szabaddugattyús elektromos generátor és motor;[38][39]
- nagyfrekvenciás nagyfeszültségű elektromos generátor;[40][41]
- ózonfejlesztő generátor és sterilizálási eljárás;[42][43]
- nagyfeszültségű nagyfrekvenciás Tesla-transzformátor;[44]
- kis fogyasztású világításra szolgáló vákuum és gáztöltésű kisülési csövek;[45][46]
- vákuumimpregnálási eljárás nagyfeszültségű alkatrészek szigetelésére;[47]
- nagyfeszültségű nagyfrekvenciás áramkapcsolók;[48]
- robbanómotorok gyújtási rendszere;[49]
- távirányítás;[50]
- koncentrált napenergia erőmű feltalálása;[51]
- magasfeszültségű áram (100 000 V) segítségével Tesla-áram állítható elő;
- reaktív motorok működési elve;
- repülőgépek helyből indulásának módszere;
- kutatásai az elektromágnesesség területén;
- energiatovábbítás vezeték nélkül,
- radar előli álcázás (Philadelphia-kísérlet).

### A Tesla-tekercs
A Tesla-tekercs általánosan fogalmazva egy olyan légmagos tekercs, amelynek primer és szekunder tekercse egymással rezonanciában van.
Tesla számtalan különböző rendeltetésű és működésű Tesla-tekercset épített, így ezek mindegyike egy-egy új felhasználási terület alapjait hozta létre. Tesla volt az első, aki az elektromos rezonancia jelenségét a gyakorlatban is megvalósította és felhasználta. Ennek következtében a Tesla-tekercs, vagyis az egymással induktív módon rezonanciában lévő tekercsek a nagyfrekvenciás generátoroknak, az elektromos áram vezeték nélküli továbbításának, az elektroterápiás készülékeknek, valamint az összes ma használatos hírközlő berendezésnek az alapvető alkatrészévé vált.

## Tesla és Marconi
Marconi már 1896 júliusában sikeresen bemutatta a brit kormány képviselőinek rádióhullámok vezeték nélküli sugárzását és vételét, továbbá sikeresen továbbított velük Morse-jeleket. A rádió feltalálásáért 1909-ben fizikai Nobel-díjat kapott.
1899-ben a laboratóriumában Tesla szokatlan jeleket figyelt meg a vevőjéről, amelyekről azt feltételezte, hogy talán egy másik bolygóról érkeznek. Felfedezéséről egy 1899. decemberi levelében beszámolt egy újságírónak, majd 1900-ban a Vörös Kereszt Társaságnak is. A riporterek szenzációs történetként kezelték és arra a következtetésre jutottak, hogy Tesla jeleket hall a Marsról. Tesla a Collier's Weekly című magazinban 1901. február 9-én megjelent, „Beszélgetés bolygókkal” című cikkében részletesen kifejtette az általa tapasztalt jelenséget. Elmondta, hogy kezdetben nem volt nyilvánvaló számára, hogy „intelligensen irányított jeleket” hall, és hogy a jelek idegen civilizációktól, talán a Marsról, Vénuszról vagy más bolygókról származhatnak. Technikatörténészek szerint Tesla azonban az általa földöntúli civilizációk jeleinek vélt jelenség helyett nagyobb eséllyel inkább Marconi 1899 júliusi tengeren leadott rádiókísérlet sorozatát foghatta kolorádói kísérleti telepén.
Tesla beperelte Marconit, azzal a váddal, hogy Marconi ellopta a találmányát. A tárgyalások többször megszakadtak és elhúzódtak, végül 1943-ban, Tesla halála után Az Amerikai Egyesült Államok Legfelsőbb Bírósága hivatalosan is neki tulajdonította a rádió feltalálását.
A jelentés alapján Tesla a szabadalmát már 1896-ban (tehát 5 évvel Marconi előtt) bemutatta, továbbá a rádió más feltalálók eredményeit is tartalmazza, ezért Marconitól megvonták a rádió feltalálásának érdemét.

## Harca a tudományos élettel

### Az elektronok és szubatomi részecskék elutasítása
Tesla legszembetűnőbb eltérése a tudománytól az elektronok, mint alapvető részecskék létezésének tagadása volt. Bár a 19. század végén kísérletezett vákuumcsövekkel – ahol töltött részecskéket figyelt meg, melyeket „további bomlásra képtelen anyagnak” nevezett –, elutasította J.J. Thomson által javasolt elektronmodellt. Tesla azt állította, hogy az elektronok, ha léteznek is, csak tökéletes vákuumban létezhetnek, és kritizálta, hogy a köztudatban „üreges gömbként” vagy „buborékként” ábrázolják őket. Híresen kételkedett az elektronok stabilitásában, azzal érvelve, hogy egy ilyen részecske nem állhatja meg a helyét a belső erőknek anélkül, hogy szét ne essen.
Szkepticizmusa a matematikai elvontság helyett empirikus kísérletezésben való hitből fakadt. Az elméletet spekulatívnak tartotta, írva: „Senki nem izolálta [az elektront], és senki nem mérte a töltését. Senki sem tudja, mi az valójában” . Ez a nézet elszigetelte őt kortársaitól, mint Thomson vagy Einstein, akik matematikai modelleket használtak az atomok viselkedésének magyarázatára.

### Az atom oszthatatlanságának hite
Az elektronok elutasítása arra vezette Teslát, hogy tagadja az atomok széthasításának lehetőségét. Egy 1931-es interjúban kijelentette: „Az atomenergia gondolata illuzórikus… vannak, akik még mindig hisznek a megvalósíthatóságában” . Azt állította, hogy már 1896-ban lebontott atomokat nagyfeszültségű vákuumcsövek segítségével, de nem észlelt jelentős energiafelszabadulást – ez ellentmondott a nukleáris reakciók óriási energiáját előrejelző elméleteknek .
Ez a nézet 1945 után, az atombomba bemutatásával egyértelműen cáfolttá vált. Tesla ragaszkodása az atom oszthatatlanságához a 19. századi éterelméletekhez kötődött, amelyek szerint az elektromosság és energia egy univerzális közegen (éteren) áramlik, nem pedig szubatomi részecskék révén.

### A relativitáselmélet ellen
Tesla ellenszenve Einstein relativitáselmélete iránt tovább szélesítette a szakadékot a tudományos világ és közté. A téridő görbületét „bíborba öltözött koldusnak” nevezte, akit „a tudatlanok királynak néznek”, és tagadta, hogy a térnek görbülő tulajdonságai lehetnek.Alternatív elméleteiben az éteren alapuló magyarázatokat hangsúlyozott a gravitációra és energiára, azonban ezen régi filozófián alapuló elméletek már egyre inkább marginalizálódtak a relativitáselmélet 1919-es igazolása után a tudományos világ szemében.

### A rádióaktivitás ellen
Tesla szkepticizmusa kiterjedt a radioaktivitásra is, amit nem az atomok belső folyamatainak, hanem külső kozmikus erőknek tulajdonított. Azt állította, hogy a rádiumhoz hasonló anyagok a napsugarak által vannak feltöltve: „Ha a rádiumot le lehetne árnyékolni e sugárzás ellen, megszűnne radioaktívnak lenni”. Továbbá azt javasolta, hogy a Földön megfigyelt kozmikus sugárzás a napsugárzás és a légkör részecskéinek kölcsönhatásából származik – egy olyan elmélet, amely ellentmondott Marie Curie és Ernest Rutherford nukleáris fizikájának.
Energiaátviteli víziója is ütközött az atomelmélettel. Tesla úgy vélte, az elektromosság vezeték nélkül hozzáférhető a Föld „vezető rétegéből” vagy akár a Napból, és nincs szükség atomenergiára.

## Díjai, elismerései
- a Brit Királyi Intézet tiszteletbeli tagja;
- a New York-i Tudományos Akadémia tiszteletbeli tagja;
- a Szerb Tudományos Akadémia tiszteletbeli tagja;
- Edison-, Scott- és Crason-éremmel tüntették ki.

## Emlékezete

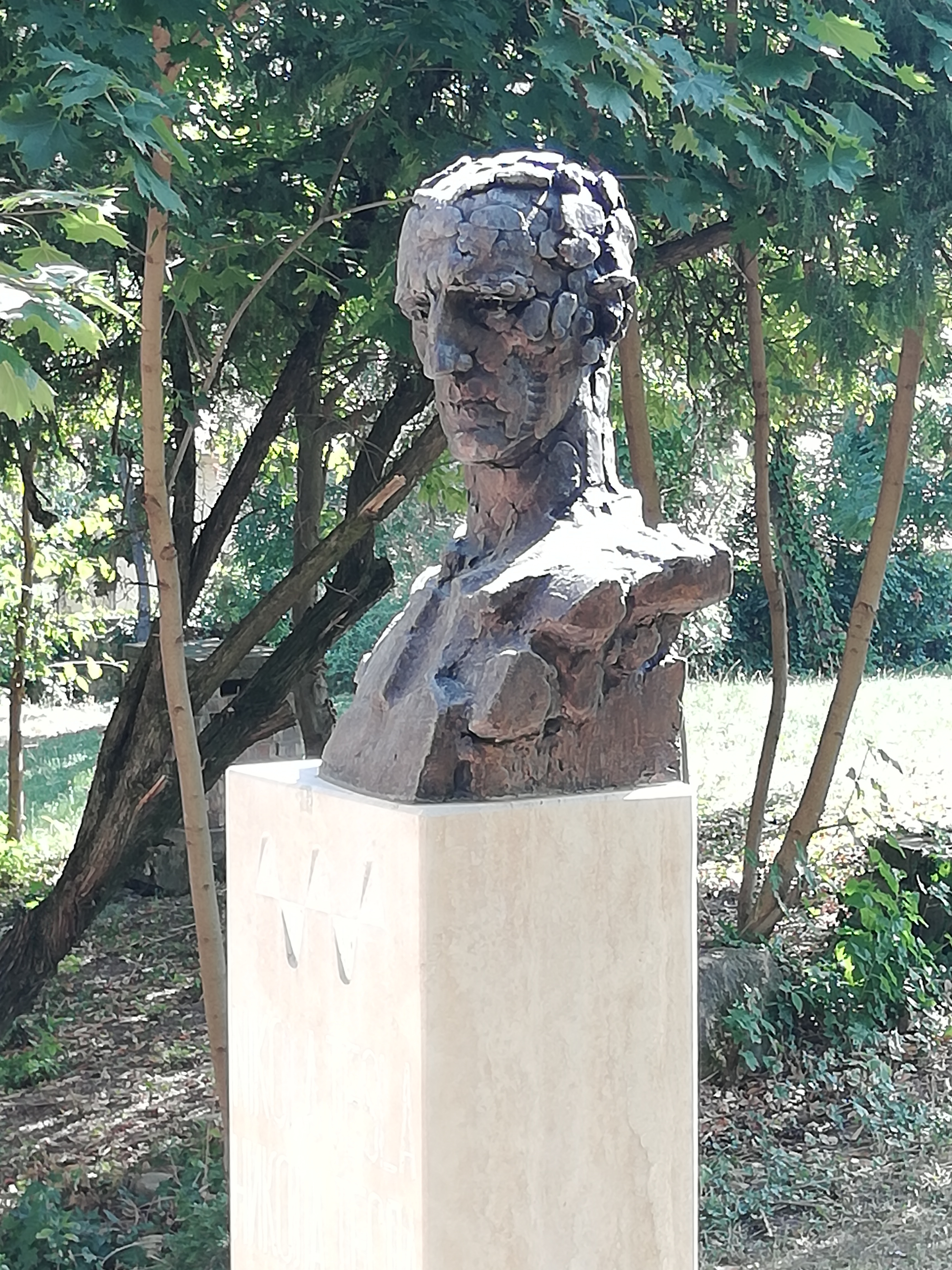
Mellszobra Pomázon, a Teleki–Wattay-kastély parkjában

- 1960-ban Párizsban teslának nevezték el a mágneses indukció SI-mértékegységét. Jele: T.

Képlete: {\displaystyle 1T=1{\frac {{\mbox{V}}\cdot {\mbox{s}}}{{\mbox{m}}^{2}}}=1{\frac {\mbox{Wb}}{{\mbox{m}}^{2}}}}
- Nevére utal a Tesla, Inc. (korábban: Tesla Motors) nevű cég, amely elektromos autókat gyárt,[64] valamint a Nikola Motor Company, amely üzemanyagcellás kamionokat tervezett és gyártott Amerikában.[65]
- Tesla képe szerepel a Time Magazin 1931. július 20-i számának címlapján (TIME-címlap Teslával).
- Strasbourgban a „tudósok” épületének homlokzatára került az emléktáblája.
- Pomázon utcát és az egyik helyi iskolában termet is neveztek el róla.[18]
- 2022-ben, ugyancsak Pomázon, a helyi önkormányzat mellszobrot emeltetett a tiszteletére, a Teleki–Wattay-kastély parkjában.[66]